# 満天☆青空レストラン
『満天☆青空レストラン』（まんてん・あおぞらレストラン）は、2009年4月4日から日本テレビ系列で放送されている、料理をテーマとしたグルメ・紀行・バラエティ番組である。

## 概要
日本各地の農家・漁師・牧場といった食品生産業者を訪れ、その食材を使った絶品料理を紹介する。番組は前半食材の紹介から始まり、出演タレントがその収穫の手伝いを行い、後半で調理・試食を行うのが基本的な流れとなる。番組で紹介した食材は日本テレビの通販サイト「日テレポシュレ」にて購入可能。
前番組までは小学生以下の児童を対象とした企画だったが、本番組からは主に成人層を対象とした内容に方向転換した。
公開バラエティ番組で恒例とされている客の笑い声や拍手の音を効果音の一部として取り入れており、「うまーい!」と叫んだ時には声がエコー処理される。大抵が宮川だが、ゲストでもエコー処理される時がある。2011年度からはここぞと言う時の「うまーい!」が出た時に「うまい☆（ハンコ）」のテロップも始まった（この時の「うまい!」という女性の声はナレーターの一人である水樹奈々が担当している）。
番組の最後には筆頭スポンサーであるサッポロビールのビールとグラスを用いて乾杯するシーンが登場する。なお、20歳未満の場合はビールではなく水が、成人だが事情によりアルコールNGの場合はノンアルコールビールが使われる。
司会の宮川大輔は、日本テレビにおける土曜夕方のレギュラー番組は、放送時間は違うものの『Perfumeの気になる子ちゃん』（2008年10月11日 - 2009年3月28日・17:30 - 18:00）から出演しており、宮川における実質の後番組になる。
2012年2月11日放送分で、滋賀県に訪れ全47都道府県の訪問を達成した。
2012年3月31日には番組開始以来初の1時間スペシャルが放送された（通常は直前に放送される読売テレビ制作のアニメ『名探偵コナン』はこの日のみ休止）。同年12月29日にも1時間スペシャルが放送された。2014年12月27日に3回目の1時間スペシャルが放送され、『名探偵コナン』はこの日も休止となった。2025年5月3日には4回目となる1時間SPが放送されたが、これまでとは異なり18:30 - 19:30に放送されたため19時の『嗚呼!!みんなの動物園』は休止となり、20時台の『笑ってコラえて』を19:30からの90分拡大版として放送した。
2019年4月6日放送分をもって開始10周年を迎えた。なお、日本テレビのこの枠（土曜日18:30-19:00台）で放送されたバラエティ番組内において、放送開始から10年以上続いた例は「モグモグGOMBO」以来であり、現在は当番組がこの枠内で最も放送が継続しているバラエティ番組となっている。
オープニングおよびエンディングにはロクセットの「Sleeping In My Car」が使われている。
ベッキー降板後のゲストは、宮川大輔と同じ吉本興業（2019年6月までは、よしもとクリエイティブ・エージェンシー）に所属しているお笑い芸人であることが多いが、場合では吉本以外の芸人やドラマまたは最新映画などの宣伝として出演する俳優（女優）などの他の芸能人も出演することがある。初回のゲストはイモトアヤコで、以降節目の回にゲストとして登場している。

### 『24時間テレビ』放送当日の対応について
毎年8月下旬の『24時間テレビ』放送日は放送時間が30分繰り上がり、18:00 - 18:30に放送される。通常放送時のフォーマットと以下の点が異なる。
- 一部が生放送となっており、番組冒頭や終盤は日本武道館[注 6]などから生中継され、メインパーソナリティーやチャリティーマラソンランナーが生出演する。
- VTR中でもほとんどの出演者が「チャリTシャツ」を着用する。
- 「乾杯メニュー」が「とっておきメニュー」に差し替えられる。

## 出演者
司会
- 宮川大輔

ナレーション
- 水樹奈々 - 番組冒頭、料理パート、「うまい☆」ハンコの声、次回予告のナレーション。2023年5月6日放送の放送700回記念スペシャルではゲスト出演した[1]。
- 平野義和 - 食材パート、乾杯メニューパートのナレーション。
- 以下、水樹の休演に伴う代理[注 7]
  - 井上麻里奈（2021年2月20日、2月27日、3月13日 - 3月27日。水樹の産休に伴う）[注 8]
  - 高山みなみ（2021年3月6日[注 9]。同上）
  - 瀬戸麻沙美（2022年4月30日。水樹が新型コロナウイルス感染により療養中のため）[注 8][注 10]

提供読みは、「この番組は、」（水樹）、「乾杯をもっとおいしく。サッポロビールと、」（平野）、「ご覧のスポンサーの提供でお送りします/しました。」（水樹）の順番で読み上げている。なお、2011年4月末頃までは日本テレビの女性アナウンサーが提供読みを担当した。2012年3月31日・12月29日のスペシャルは全スポンサーが筆頭に拡大したため平野と水樹が交互に提供スポンサーを読み上げた。

### 過去の出演者
司会
- ベッキー（番組開始から2009年10月10日まで）

## ネット局
| 放送対象地域   | 放送局                    | 系列                          | 放送日時           | ネット状況 |
| -------------- | ------------------------- | ----------------------------- | ------------------ | ---------- |
| 関東広域圏     | 日本テレビ（NTV）         | 日本テレビ系列                | 土曜 18:30 - 19:00 | 制作局     |
| 北海道         | 札幌テレビ（STV）         | 日本テレビ系列                | 土曜 18:30 - 19:00 | 同時ネット |
| 青森県         | 青森放送（RAB）           | 日本テレビ系列                | 土曜 18:30 - 19:00 | 同時ネット |
| 岩手県         | テレビ岩手（TVI）         | 日本テレビ系列                | 土曜 18:30 - 19:00 | 同時ネット |
| 宮城県         | ミヤギテレビ（MMT）       | 日本テレビ系列                | 土曜 18:30 - 19:00 | 同時ネット |
| 秋田県         | 秋田放送（ABS）           | 日本テレビ系列                | 土曜 18:30 - 19:00 | 同時ネット |
| 山形県         | 山形放送（YBC）           | 日本テレビ系列                | 土曜 18:30 - 19:00 | 同時ネット |
| 福島県         | 福島中央テレビ（FCT）     | 日本テレビ系列                | 土曜 18:30 - 19:00 | 同時ネット |
| 山梨県         | 山梨放送（YBS）           | 日本テレビ系列                | 土曜 18:30 - 19:00 | 同時ネット |
| 長野県         | テレビ信州（TSB）         | 日本テレビ系列                | 土曜 18:30 - 19:00 | 同時ネット |
| 新潟県         | テレビ新潟（TeNY）        | 日本テレビ系列                | 土曜 18:30 - 19:00 | 同時ネット |
| 静岡県         | 静岡第一テレビ（SDT）     | 日本テレビ系列                | 土曜 18:30 - 19:00 | 同時ネット |
| 富山県         | 北日本放送（KNB）         | 日本テレビ系列                | 土曜 18:30 - 19:00 | 同時ネット |
| 石川県         | テレビ金沢（KTK）         | 日本テレビ系列                | 土曜 18:30 - 19:00 | 同時ネット |
| 福井県         | 福井放送（FBC）           | 日本テレビ系列                | 土曜 18:30 - 19:00 | 同時ネット |
| 中京広域圏     | 中京テレビ（CTV）         | 日本テレビ系列                | 土曜 18:30 - 19:00 | 同時ネット |
| 近畿広域圏     | 読売テレビ（ytv）         | 日本テレビ系列                | 土曜 18:30 - 19:00 | 同時ネット |
| 鳥取県・島根県 | 日本海テレビ（NKT）       | 日本テレビ系列                | 土曜 18:30 - 19:00 | 同時ネット |
| 広島県         | 広島テレビ（HTV）         | 日本テレビ系列                | 土曜 18:30 - 19:00 | 同時ネット |
| 山口県         | 山口放送（KRY）           | 日本テレビ系列                | 土曜 18:30 - 19:00 | 同時ネット |
| 徳島県         | 四国放送（JRT）           | 日本テレビ系列                | 土曜 18:30 - 19:00 | 同時ネット |
| 香川県・岡山県 | 西日本放送（RNC）         | 日本テレビ系列                | 土曜 18:30 - 19:00 | 同時ネット |
| 愛媛県         | 南海放送（RNB）           | 日本テレビ系列                | 土曜 18:30 - 19:00 | 同時ネット |
| 高知県         | 高知放送（RKC）           | 日本テレビ系列                | 土曜 18:30 - 19:00 | 同時ネット |
| 福岡県         | 福岡放送（FBS）           | 日本テレビ系列                | 土曜 18:30 - 19:00 | 同時ネット |
| 長崎県         | 長崎国際テレビ（NIB）     | 日本テレビ系列                | 土曜 18:30 - 19:00 | 同時ネット |
| 熊本県         | くまもと県民テレビ（KKT） | 日本テレビ系列                | 土曜 18:30 - 19:00 | 同時ネット |
| 鹿児島県       | 鹿児島読売テレビ（KYT）   | 日本テレビ系列                | 土曜 18:30 - 19:00 | 同時ネット |
| 大分県         | テレビ大分（TOS）         | 日本テレビ系列 フジテレビ系列 | 日曜 18:00 - 18:30 | 遅れネット |

## 主なスタッフ
- 技術：BeZERO
- 協力：日テレアート、東京オフラインセンター、ARMS
- 演出：古立善之、井上将司、大西徹
- プロデューサー：越山理志、佐藤里絵、山口正博、藤田幸伸/飛戸亜紀、川原三穂
- チーフプロデューサー：石村修司
- 制作協力：Sp!ce Factory、AX-ON
- 製作著作：日本テレビ

### 過去のスタッフ
- 技術：ビデオスクエア
- 協力：THE WORKS、Tip Top.inc
- 演出：福田逸平太、宮森宏樹、前川瞳美
- プロデューサー：佐々木貴幸、松本幸子、後藤全孝、吉田尚代、前田夏奈、山﨑雄二、西川宏一、若松七重、伊藤茉莉衣、末永裕俊、貝山京子
- 統括(轄)プロデューサー：松本京子、南波昌人
- チーフプロデューサー：松岡至、安岡喜郎、加藤幸二郎、伊東修、東井文太、江成真二、渡邊政次

## 書籍
- 満天☆青空レストランレシピブック　冬号（2010年12月発売・日テレムック）